# Pristobunus acentrus
Pristobunus acentrus är en spindeldjursart. Pristobunus acentrus ingår i släktet Pristobunus och familjen Triaenonychidae.

## Underarter
Arten delas in i följande underarter:
- P. a. acentrus
- P. a. hilus
- P. a. insulanus
- P. a. nodosus